# Razorlight (musikalbum)
Razorlight är det andra albumet av det brittiska indierockbandet Razorlight. Det kom ut under år 2006.
Albumet nådde förstaplatsen på UK Albums Chart och singeln "America" toppade UK Singles Chart.
Det är inspelat i British Grove Studios i London.

## Låtlista
1. "In the Morning" - 3:43
2. "Who Needs Love?" - 3:32
3. "Hold On" - 3:26
4. "America" - 4:10
5. "Before I Fall to Pieces" - 3:22
6. "I Can't Stop This Feeling I've Got" - 3:27
7. "Pop Song 2006" - 2:41
8. "Kirby's House" - 2:52
9. "Back to the Start" - 3:13
10. "Los Angeles Waltz" - 4:40